# Candidiopotamon
Candidiopotamon is een geslacht van kreeftachtigen uit de klasse van de Malacostraca (hogere kreeftachtigen).

## Soorten
- Candidiopotamon kumejimense Minei, 1973
- Candidiopotamon okinawense Minei, 1973
- Candidiopotamon rathbuni (de Man, 1914)
- Candidiopotamon tokashikense Naruse, Segawa & Aotsuka, 2007